# 6039 Parmenides
6039 Parmenides este o planetă minoră (asteroid), cu un diametru de 22,03 km, din centura de asteroizi. A fost descoperită pe 3 septembrie 1989 la Observatorul din Haute-Provence de Eric Walter Elst și a fost numită după Parmenide. 
Obiectul prezintă o orbită caracterizată de o semiaxă mare de 3,4123179 UAi, o excentricitate de 0,06, o înclinație de 13,10842 ° în raport cu ecliptica.